# Chillán Viejo
Chillán Viejo (viejo, span.: alt) ist eine Stadt in Chile mit 30.907 Einwohnern (Stand: 2017). Sie liegt in der Región de Ñuble 124 m.ü.N.N. Das Areal beträgt 292 km². Bürgermeister ist seit 2021 Jorge del Pozo Pastene.
Der Unabhängigkeitskämpfer Bernardo O’Higgins kam hier auf die Welt; daher wurde 1973 der Parque Monumental Bernardo O’Higgins angelegt.
Durch ein Erdbeben am 20. Februar 1835 völlig zerstört, wurde Chillán nordwestlich gegründet. Nach einem gescheiterten Versuch von 1895, wurde der Ort 1995 neu gegründet.

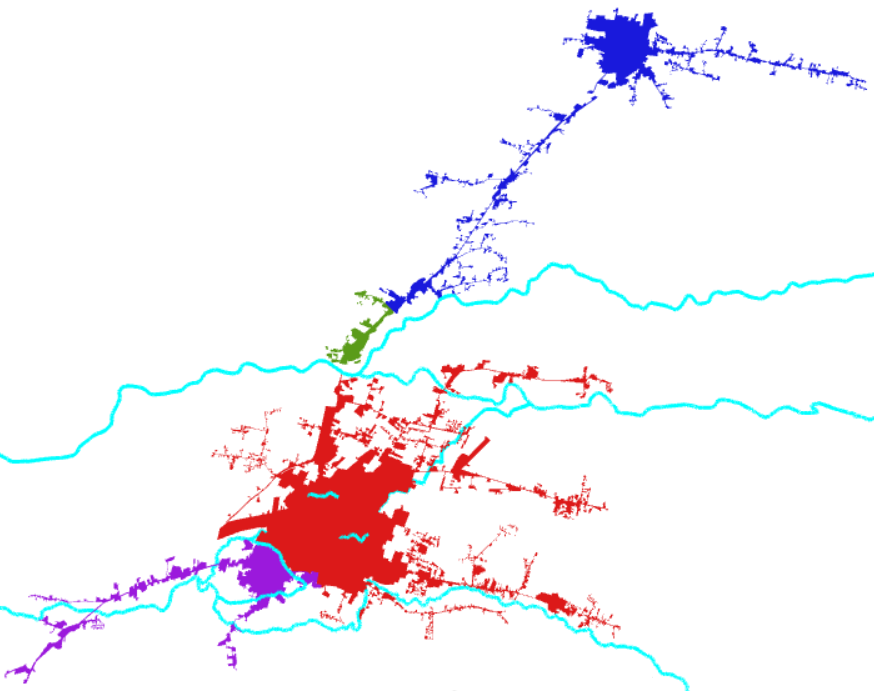
Karte der Konurbation Gran Chillán. Rot Chillán, violett Chillán Viejo, blau San Carlos und grün San Nicolás; Flüsse in cyan.